# R-ace GP
R-ace GP es una escudería francesa de automovilismo con base en La Rochelle, Francia. La escudería fue fundada en 2011 por Thibaut de Merindol y Cyril Comte para las competiciones de monoplazas de promoción a la Fórmula 1.

## Resultados

### Categorías actuales

#### ADAC Fórmula 4
| Temporada | Monoplaza      | Piloto           | Carreras | Victorias | Poles | VR | Podios | Puntos | Pos. | Pos. |
| --------- | -------------- | ---------------- | -------- | --------- | ----- | -- | ------ | ------ | ---- | ---- |
| 2019      | Tatuus F4-T014 | Michael Belov    | 17       | 1         | 0     | 1  | 2      | 122    | 8.º  | 4.º  |
| 2019      | Tatuus F4-T014 | Grégoire Saucy   | 20       | 0         | 0     | 0  | 2      | 95     | 12.º | 4.º  |
| 2019      | Tatuus F4-T014 | László Tóth      | 20       | 0         | 0     | 0  | 0      | 2      | 20.º | 4.º  |
| 2019      | Tatuus F4-T014 | Hadrien David    | 6        | 0         | 0     | 0  | 0      | 0      | NC†  | 4.º  |
| 2020      | Tatuus F4-T014 | Victor Bernier   | 21       | 2         | 0     | 2  | 6      | 225    | 5.º  | 3.º  |
| 2020      | Tatuus F4-T014 | Kirill Smal      | 21       | 0         | 1     | 0  | 3      | 91     | 9.º  | 3.º  |
| 2020      | Tatuus F4-T014 | Artem Lobanenko  | 9        | 0         | 0     | 0  | 0      | 24     | 13.º | 3.º  |
| 2020      | Tatuus F4-T014 | Roee Meyuhas     | 15       | 0         | 0     | 0  | 0      | 20     | 14.º | 3.º  |
| 2021      | Tatuus F4-T014 | Victor Bernier   | 18       | 1         | 0     | 2  | 4      | 167    | 4.º  | 3.º  |
| 2021      | Tatuus F4-T014 | Sami Meguetounif | 18       | 0         | 0     | 0  | 0      | 61     | 11.º | 3.º  |
| 2021      | Tatuus F4-T014 | Marcus Amand     | 18       | 0         | 0     | 0  | 0      | 37     | 12.º | 3.º  |
| 2021      | Tatuus F4-T014 | Nikhil Bohra     | 3        | 0         | 0     | 0  | 0      | 0      | 22.º | 3.º  |
| 2021      | Tatuus F4-T014 | Levente Révész   | 6        | 0         | 0     | 0  | 0      | 0      | NC†  | 3.º  |
| 2022      | Tatuus F4-T021 | Frederik Lund    | 3        | 0         | 0     | 0  | 0      | 0      | NC†  | N/A† |
| 2022      | Tatuus F4-T021 | Marcos Flack     | 3        | 0         | 0     | 0  | 0      | 0      | NC†  | N/A† |

#### Campeonato de Italia de Fórmula 4
| Temporada | Monoplaza      | Piloto            | Carreras | Victorias | Poles | VR | Podios | Puntos | Pos.  | Pos. |
| --------- | -------------- | ----------------- | -------- | --------- | ----- | -- | ------ | ------ | ----- | ---- |
| 2019      | Tatuus F4-T014 | Grégoire Saucy    | 9        | 0         | 0     | 0  | 0      | 28     | 15.º  | 8.º  |
| 2019      | Tatuus F4-T014 | László Tóth       | 9        | 0         | 0     | 0  | 0      | 0      | 38.º  | 8.º  |
| 2020      | Tatuus F4-T014 | Kirill Smal       | 2        | 0         | 0     | 0  | 0      | 30†    | 15.º† | 13.º |
| 2020      | Tatuus F4-T014 | Victor Bernier    | 3        | 0         | 0     | 0  | 0      | 1      | 28.º  | 13.º |
| 2021      | Tatuus F4-T014 | Victor Bernier    | 6        | 0         | 0     | 0  | 0      | 30     | 13.º  | 7.º  |
| 2021      | Tatuus F4-T014 | Sami Meguetounif  | 6        | 0         | 0     | 0  | 0      | 22     | 19.º  | 7.º  |
| 2021      | Tatuus F4-T014 | Marcus Amand      | 6        | 0         | 0     | 0  | 0      | 0      | 40.º  | 7.º  |
| 2022      | Tatuus F4-T021 | Hadrien David     | 2        | 0         | 0     | 0  | 0      | 10     | 18.º  | 7.º  |
| 2022      | Tatuus F4-T021 | Adam Fitzgerald   | 6        | 0         | 0     | 0  | 0      | 4      | 22.º  | 7.º  |
| 2022      | Tatuus F4-T021 | Frederik Lund     | 20       | 0         | 1     | 0  | 0      | 0      | 29.º  | 7.º  |
| 2022      | Tatuus F4-T021 | Marcos Flack      | 6        | 0         | 0     | 0  | 0      | 0      | 39.º  | 7.º  |
| 2022      | Tatuus F4-T021 | Giovanni Maschio† | 16       | 0         | 0     | 0  | 0      | 0      | 43.º  | 7.º  |
| 2022      | Tatuus F4-T021 | Raphaël Narac     | 2        | 0         | 0     | 0  | 0      | 0      | 50.º  | 7.º  |

#### Campeonato de Fórmula Regional Europea
| Temporada | Monoplaza       | Piloto            | Carreras | Victorias | Poles | VR | Podios | Puntos | Pos. |
| --------- | --------------- | ----------------- | -------- | --------- | ----- | -- | ------ | ------ | ---- |
| 2021      | Tatuus F3 T-318 | Hadrien David     | 20       | 2         | 1     | 2  | 9      | 2.º    | 1.º  |
| 2021      | Tatuus F3 T-318 | Zane Maloney      | 20       | 1         | 1     | 1  | 8      | 4.º    | 1.º  |
| 2021      | Tatuus F3 T-318 | Isack Hadjar      | 20       | 2         | 1     | 3  | 6      | 5.º    | 1.º  |
| 2021      | Tatuus F3 T-318 | Léna Bühler       | 18       | 0         | 0     | 0  | 0      | 38.º   | 1.º  |
| 2021      | Tatuus F3 T-318 | Sami Meguetounif  | 4        | 0         | 0     | 0  | 0      | NC     | 1.º  |
| 2022      | Tatuus F3 T-318 | Hadrien David     | 20       | 3         | 3     | 4  | 7      | 4.º    | 2.º  |
| 2022      | Tatuus F3 T-318 | Gabriel Bortoleto | 20       | 2         | 2     | 1  | 5      | 6.º    | 2.º  |
| 2022      | Tatuus F3 T-318 | Lorenzo Fluxá     | 19       | 0         | 0     | 0  | 1      | 12.º   | 2.º  |
| 2022      | Tatuus F3 T-318 | Léna Bühler       | 3        | 0         | 0     | 0  | 0      | 39.º   | 2.º  |

#### Campeonato de EAU de Fórmula 4
| Temporada | Monoplaza      | Piloto                | Carreras | Victorias | Poles | VR | Podios | Puntos | Pos. | Pos. |
| --------- | -------------- | --------------------- | -------- | --------- | ----- | -- | ------ | ------ | ---- | ---- |
| 2022      | Tatuus F4-T421 | Martinius Stenshorne  | 19       | 0         | 0     | 0  | 1      | 72     | 10.º | 7.º  |
| 2022      | Tatuus F4-T421 | Nikhil Bohra          | 20       | 0         | 0     | 0  | 0      | 17     | 20.º | 7.º  |
| 2022      | Tatuus F4-T421 | Maksim Arkhangelskiy  | 4        | 0         | 0     | 0  | 0      | 0      | 31.º | 7.º  |
| 2022      | Tatuus F4-T421 | Victoria Blokhina     | 16       | 0         | 0     | 0  | 0      | 0      | 37.º | 7.º  |
| 2023      | Tatuus F4-T421 | Zachary David         | 15       | 1         | 0     | 0  | 2      | 59     | 8.º  | 7.º  |
| 2023      | Tatuus F4-T421 | Jesse Carrasquedo Jr. | 15       | 0         | 0     | 1  | 0      | 20     | 18.º | 7.º  |
| 2023      | Tatuus F4-T421 | Alexander Abkhazava   | 15       | 0         | 0     | 0  | 0      | 2      | 28.º | 7.º  |
| 2023      | Tatuus F4-T421 | Raphael Narac         | 12       | 0         | 0     | 0  | 0      | 0      | 32.º | 7.º  |

#### Campeonato de Fórmula Regional Asiática
| Temporada | Monoplaza       | Piloto            | Carreras | Victorias | Poles | VR | Podios | Puntos | Pos. | Pos. |
| --------- | --------------- | ----------------- | -------- | --------- | ----- | -- | ------ | ------ | ---- | ---- |
| 2022      | Tatuus F3 T-318 | Hadrien David     | 6        | 2         | 1     | 3  | 2      | 64     | 9.º  | 5.º  |
| 2022      | Tatuus F3 T-318 | Lorenzo Fluxá     | 15       | 0         | 0     | 0  | 1      | 64     | 10.º | 5.º  |
| 2022      | Tatuus F3 T-318 | Gabriel Bortoleto | 6        | 1         | 0     | 0  | 1      | 46     | 14.º | 5.º  |
| 2022      | Tatuus F3 T-318 | Francesco Braschi | 9        | 0         | 0     | 0  | 0      | 3      | 22.º | 5.º  |
| 2022      | Tatuus F3 T-318 | Oliver Goethe     | 13       | 0         | 0     | 0  | 0      | 1      | 25.º | 5.º  |
| 2022      | Tatuus F3 T-318 | Léna Bühler       | 6        | 0         | 0     | 0  | 0      | 0      | 29.º | 5.º  |

#### Campeonato de Fórmula Regional de Medio Oriente
| Temporada | Monoplaza       | Piloto               | Carreras | Victorias | Poles | VR | Podios | Puntos | Pos. | Pos. |
| --------- | --------------- | -------------------- | -------- | --------- | ----- | -- | ------ | ------ | ---- | ---- |
| 2023      | Tatuus F3 T-318 | Nikhil Bohra         | 15       | 1         | 0     | 1  | 2      | 73     | 9.º  | 5.º  |
| 2023      | Tatuus F3 T-318 | Matías Zagazeta      | 9        | 0         | 0     | 0  | 1      | 28     | 17.º | 5.º  |
| 2023      | Tatuus F3 T-318 | Martinius Stenshorne | 9        | 0         | 0     | 0  | 0      | 20     | 18.º | 5.º  |
| 2023      | Tatuus F3 T-318 | Tim Tramnitz         | 6        | 0         | 0     | 0  | 0      | 14     | 20.º | 5.º  |
| 2023      | Tatuus F3 T-318 | Levente Révész       | 15       | 0         | 0     | 0  | 0      | 9      | 25.º | 5.º  |
| 2023      | Tatuus F3 T-318 | Francesco Braschi    | 6        | 0         | 0     | 0  | 0      | 6      | 27.º | 5.º  |

### Categorías anteriores

#### Toyota Racing Series
| Temporada | Monoplaza   | Piloto           | Carreras | Victorias | Poles | VR | Podios | Puntos | Pos. |
| --------- | ----------- | ---------------- | -------- | --------- | ----- | -- | ------ | ------ | ---- |
| 2020      | Toyota FT60 | Petr Ptacek      | 15       | 0         | 1     | 0  | 3      | 241    | 5.º  |
| 2020      | Toyota FT60 | Caio Collet      | 15       | 1         | 1     | 2  | 1      | 219    | 7.º  |
| 2020      | Toyota FT60 | Jackson Walls    | 15       | 1         | 1     | 0  | 1      | 160    | 10.º |
| 2020      | Toyota FT60 | Oliver Rasmussen | 15       | 0         | 0     | 1  | 2      | 158    | 11.º |
| 2020      | Toyota FT60 | Lucas Petersson  | 15       | 0         | 0     | 0  | 0      | 127    | 12.º |

## Línea de tiempo
| Categorías actuales                         | Categorías actuales |
| ------------------------------------------- | ------------------- |
| Campeonato de Italia de Fórmula 4           | 2019-               |
| ADAC Fórmula 4                              | 2019-               |
| Campeonato de Fórmula Regional Europea      | 2021-               |
| Campeonato de Fórmula Regional Asiática     | 2022-               |
| Campeonato de EAU de Fórmula 4              | 2022-               |
| Categorías pasadas                          |                     |
| Copa de Europa del Norte de Fórmula Renault | 2011–2018           |
| Trofeo Renault Sport                        | 2015–2016           |
| Eurocopa de Fórmula Renault                 | 2011–2020           |
| Toyota Racing Series                        | 2020                |